# Völker der Erde
Völker der Erde ist ein Gedicht von Nelly Sachs. Es entstand 1948/49 in einer ersten Fassung und erschien erstmals 1950 in Sinn und Form. Auf Wunsch von Hans Magnus Enzensberger wurde 1961 eine überarbeitete Fassung in die Gedichtsammlung Fahrt ins Staublose aufgenommen. Allerdings wird das Gedicht heute zur zweiten Auflage von Sachs’ Gedichtband Sternenverdunklung gezählt.

## Form
Das Gedicht ist in vier unterschiedlich lange, freirhythmische und reimlose Strophen unterteilt.
Die fehlende Ordnung bringt Sachs’ Hilflosigkeit den Themen gegenüber und die Sprachverwirrung an sich zum Ausdruck.
Allerdings werden in jeder Strophe aufs Neue die „Völker der Erde“ angesprochen, wodurch eine gewisse Ordnung gewahrt wird.
Auffällig ist der von Nelly Sachs sehr häufig verwendete Gedankenstrich, der auch am Ende der vierten Strophe steht und bei Nelly Sachs ein „Wegweiser ins Ungesicherte“ symbolisiert.

## Interpretationsansatz
In „Völker der Erde“ geht es um den Missbrauch der Sprache, mit dessen Anklage sich Nelly Sachs in vielen ihrer Werke beschäftigt.
In der Kabbala, einer mystischen Tradition des Judentums, bedeuten Worte Leben: In der zweiten Strophe des Gedichtes verdeutlicht Sachs, dass unsere Existenz unmittelbar von der Fähigkeit zu kommunizieren abhängt.
Als Letztes fordert sie die „Worte an ihrer Quelle“, also in ihrer wahren Bedeutung zu lassen, so dass sie „[…] die Horizonte in die wahren Himmel rücken können“, d. h. Gutes schaffen können.

## Erstfassung
1950 wurde in Sinn und Form eine Erstfassung des Gedichtes veröffentlicht. In ihr heißt es am Anfang:
Völker der Erde

die ihr den Geheimnissen ein paar Blätter und

zerrissene Blumenkronen abgelistet habt,

euren sterbenden Welten sind für immer die Wurzeln abgewendet.
Diese Naturmetaphorik passte allerdings gar nicht zum Thema, sie läuft Gefahr den Eindruck von Harmonie zu vermitteln, der hier zu weitreichenden Missverständnissen führen könnte. Außerdem passt auch die Sprache nicht zu dem harten Ton des restlichen Gedichtes, so dass diese Strophe in der späteren Fassung weggelassen wurde.